# Hajabusza (űrszonda)
A Hajabusza (magyarul Vándorsólyom) vagy Muses-C az első japán, ionhajtóművel rendelkező  űrszonda, és az első nem amerikai és nem szovjet anyagminta-visszahozó küldetés. Tudományos  célja a földközeli objektumok közé tartozó 25143 Itokawa kisbolygó vizsgálata. A mintavétel (bárminemű) eredményét a Földre visszaszállító kapszula 2010. június 13-án szállt le az ausztráliai Woomera lezárt területen.

## Küldetés

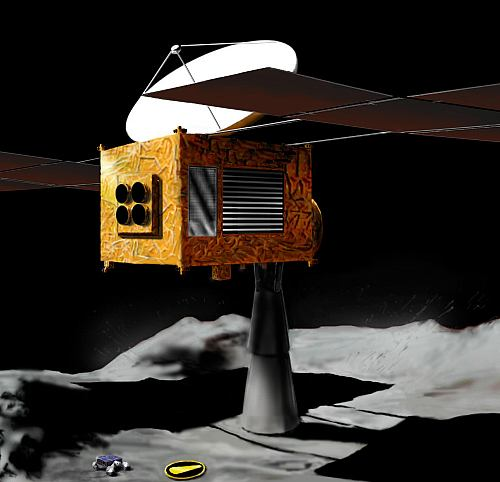
A mintavétel

A Hajabusza 2003. május 9-én indult M−5 hordozórakétával a Kagosima Űrközpontból. 2005. szeptember elején érkezett meg a 25143 Itokawa jelű aszteroidához. Megérkezés után a Hajabusza előbb 20 km-ről vizsgálta a kisbolygót. Szeptember 30-ára 7 km-re közelítette meg, hogy részletesebb képeket készítsen.
Október 2-án meghibásodott a második stabilizálást szolgáló giroszkóp is, így az eredeti háromból csak egy maradt használható.
November 4-én az első megközelítési kísérlet sikertelenül végződött. 700 méter távolságból az automatikus irányítórendszer hibát észlelt a képfeldolgozó rendszerben és megszakította a leszállást. Begyúltak a hajtóművek és a szonda újra eltávolodott a kisbolygótól. November 12-én a Hajabusza újra megközelítette a kisbolygót és a felszínre eresztette a MINERVA (MIcro/Nano Experimental Robot Vehicle for Asteroid) nevű egységet, amely azonban elszállt a kisbolygó mellett. Ennek oka valószínűleg az volt, hogy az eleresztési parancs egy olyan pillanatban érkezett, amikor a Hajabusza épp távolodott a kisbolygótól és az alacsony szökési sebesség miatt ez elég volt a 0,6 kg-s szerkezet elveszítésére.
A Hajabusza ezután több leszállási kísérletet hajtott végre. Két esetben ez sikerrel is járt, de a felszíni mintavétel nem sikerült, csak kis mennyiségű port sikerült összegyűjteni.
2009. február 4-én a négy ionhajtómű egyikének sikeres bekapcsolásával az űrszonda megkezdte Föld felé vezető útját. A sikeres hazaindulás kisebb mérnöki bravúrnak számít, mert a szonda finom stabilizálásáért felelős három giroszkóp közül kettő tönkrement, a kémiai hajtóanyagú manőverező hajtóművek pedig megsérültek a kisbolygó közelében. Csak az ionhajtómű maradt működőképes, ennek vektorálható tolóereje és az egyik giroszkóp segítségével tudták a szondát két tengely körül stabilizálni, a harmadik dimenzióban a napelemtáblákat megfelelően beállítva, a Nap sugárnyomását kihasználva, gyakorlatilag napvitorlásként valósították meg a stabilizációt.
Egy nappal a légkörbe érkezés előtt az anyagmintát tartalmazó dobozt a Nap felé fordították, hogy felmelegedjen. Három órával a légkörbe érkezés előtt a visszatérő egységet leválasztották a központi egységről, ekkor a Földtől kb. 40 000 km-re volt. A 40 cm átmérőjű kapszula mintegy 40 000 km/h sebességgel lépett be a légkörbe (2010. június 13-án). Tartalmát az ekkor körülötte kialakuló 5000 °C-os plazmától karbonszálból készült hőpajzs védte. A kapszula a Déli-sark irányából közelítette meg Ausztráliát, a sűrűbb légkörben kinyitotta ejtőernyőjét és leereszkedett a földre, közben rádiós jeladója segítette a nyomon követését és megtalálását. A Hajabusza központi egysége is belépett a légkörbe és elégett. 2010. június 14-én a keresésére indult kutatók megtalálták a visszatért kapszulát is. Így a Hajabusza küldetés sikeresen befejeződött, ami a kisbolygóról származó minta Földre juttatását jelenti. A vizsgálatokról az elkövetkező planetáris geológiai és kozmopetrográfiai konferenciákon számolnak be a kutatók.

## Az űrszonda

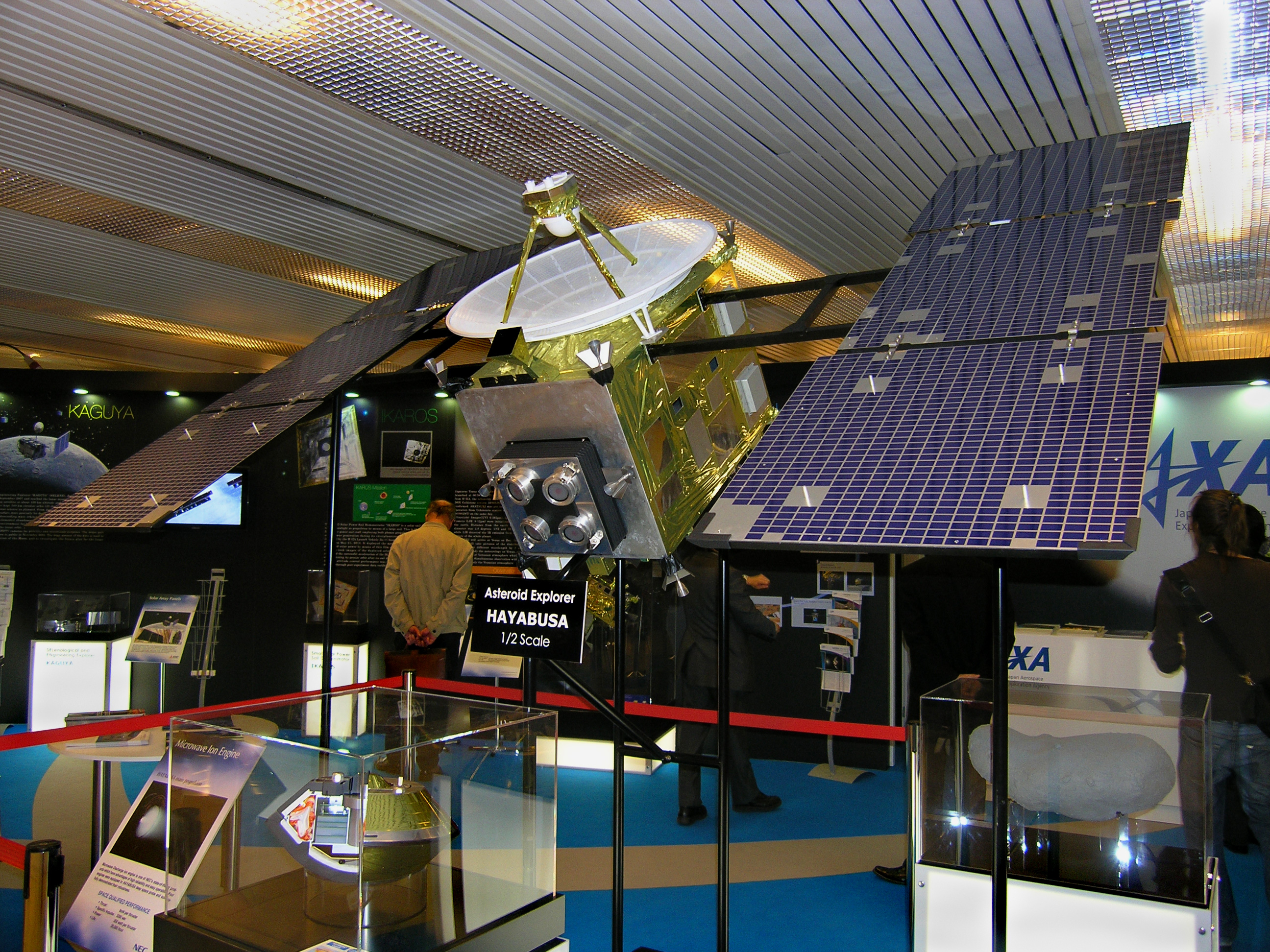
A Hajabusza űrszonda felezett méretű modellje az IAC 2010-es Kongresszusán.

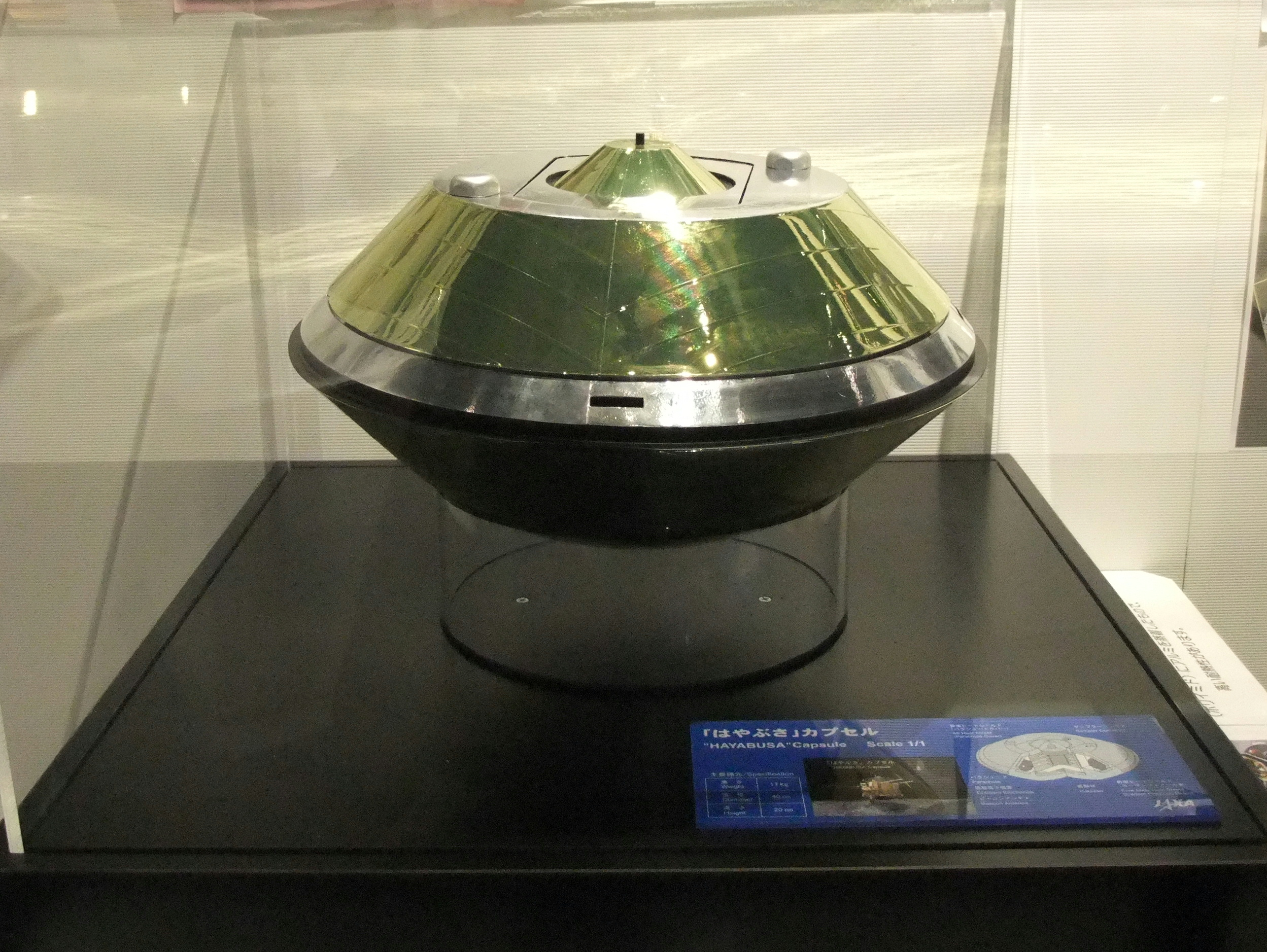
A Hajabusza visszatérő kapszulája a JAXA kiállításán.

Méretei: 1 m × 1,6 m × 2 m, a napelemek teljes fesztávolsága pedig 5,7 m.
Teljes tömege 510 kg.
A szonda egy ionhajtóművet is tesztelt, amely napelemek révén nyert  energia segítségével repítette ki az összesen 22 kg-nyi xenongáz üzemanyagát.

## A kapszulában hozott részecskékről
Mintegy 1500 részecskét találtak a japán tudósok a Hajabusza Földre visszatért kapszulájában. A részecskék ásványos összetételének tanulmányozása során kiderült, hogy a részecskék az Itokawa kisbolygóról származnak. Ezek közelebb állnak az egyszerű meteoritikus anyaghoz, mint a hőtörténeti fejlődésen átesett kisbolygók anyaga. A szemcsék átlagos mérete 10 mikrométer. Eddig főleg olivinből és piroxénből álló szemcséket találtak.

### Magyar oldalak
- Első képek az Itokawa kisbolygóról (2005. szeptember 7.)

### Külföldi oldalak
- Hayabusa
- Muses-C (ISAS)